# ماركو زافاروني
ماركو زافاروني (بالإيطالية: Marco Zaffaroni)‏ هو مدرب كرة قدم ولاعب كرة قدم إيطالي في مركز الدفاع، ولد في 20 يناير 1969 في ميلانو في إيطاليا. لعب مع نادي برو باتاريا ونادي تارانتو 1927 ونادي تورينو ونادي لنيانو ونادي مونزا.